# Бэнкс, Азилия
Ази́лия Ама́нда Бэнкс (англ. Azealia Amanda Banks; род. 31 мая 1991, Восточный Гарлем, Нью-Йорк, США) — американская певица, рэпер и автор песен. Бэнкс прославилась в 2011 году, когда возглавила «Список крутых» в журнале New Musical Express. В декабре того же года она была объявлена среди номинантов опроса Би-би-си Sound of 2012, где в итоге заняла третье место. Её дебютный сингл «212», записанный при участии Лейзи Джей, был выпущен 6 декабря 2011 года и занял 20-е место в хит-параде Великобритании.

## Биография

### Ранние годы и начало карьеры (1991—2008)
Азилия Аманда Бэнкс родилась 31 мая 1991 года. Отец умер, когда ей было два года, и мать растила Азилию и двух старших сестёр в Гарлеме. В юном возрасте она заинтересовалась музыкальным театром, актёрским мастерством и пением. В возрасте 10 лет она начала выступать в некоммерческих мюзиклах в составе театра TADA! Youth Theater на Нижнем Манхэттене. Помимо сольных номеров она получила три главных роли в постановках. Бэнкс получила классическое образование в области исполнительских искусств в известной Школе музыкального искусства и актёрского мастерства им. Фиорелло Г. Лагардиа, расположенной на Манхэттене. Однако Бэнкс так и не окончила среднюю школу и вместо этого последовала за своей мечтой стать музыкантом.

### Первый успех и дебютный альбом (с 2008 года)
В феврале 2009 года Азилия под псевдонимом Miss Bank$ выложила в Интернет свою дебютную запись «Gimme a Chance», к которой прилагался трек «Seventeen». В том же году Бэнкс подписала контракт с лейблом XL Records и начала работать с продюсером Ричардом Расселом, но менее чем через год покинула компанию из-за идейных противоречий.
Она переехала в Монреаль, где стала записываться под своим настоящим именем. Бэнкс загрузила на YouTube несколько демо-треков, в том числе «L8R» и кавер-версию «Slow Hands» группы Interpol. В сентябре 2011 года она разместила на своём сайте для свободного скачивания дебютный сингл «212», официально выпущенный 6 декабря. Трек получил положительные отзывы, он был выбран в качестве «записи недели» диджеем BBC Radio 1 Ником Гримшоу и вошёл в десятку лучших песен года на Pitchfork.
Бэнкс начала работать над дебютным студийным альбомом с британским продюсером Полом Эпвортом. Его выпуск намечен на первый квартал 2013 года. Она также приняла участие в записи «Shady Love», первого сингла с четвёртого альбома Scissor Sisters.
Из-за некоторых разногласий Азилия разорвала контракт с лейблом Universal Records.
6 ноября 2014 года без предварительного анонса выложила альбом в интернет и в Itunes.
В декабре 2016 года Азилия перенесла выкидыш.
В 2017 году вышел фильм «Любовь сбивает с рифмы», в котором Азилия Бэнкс сыграла главную роль.
В январе 2021 года резонанс получил поступок Бэнкс, когда она выкопала своего мертвого кота, чтобы провести таксидермию, выложив фото и видео процессов в «Инстаграм».

## Личная жизнь
Бэнкс идентифицирует себя как бисексуалка. В тех немногих случаях, когда она обсуждала свою сексуальность с прессой, Бэнкс выражала недовольство тем, что общество навешивает ярлыки на других людей, основываясь на сексуальной ориентации. В интервью газете The New York Times Бэнкс заявила: «Я не пытаюсь быть бисексуальной, лесбийской рэпершей. Я не живу на условиях других людей».
В апреле 2022 года поддержала Россию в боевых действиях на Украине, заявив, что «африканские студенты по обмену не могут покинуть Украину», и призвав последнюю сдаться. Положительно отозвалась о Владимире Путине, назвав его «любимым суперзлодеем».

## Дискография

### Альбомы
Студийные альбомы
- Broke With Expensive Taste (2014)

Мини-альбомы
- 1991 (2012)

Микстейпы
- Fantasea (2012)
- Slay-Z (2016)

## Награды и номинации
| Год  | Организация | Премия                  | Результат    |
| ---- | ----------- | ----------------------- | ------------ |
| 2011 | Би-би-си    | Sound of 2012           | Третье место |
| 2012 | NME Awards  | Philip Hall Radar Award | Победа       |